# John Gilfillan

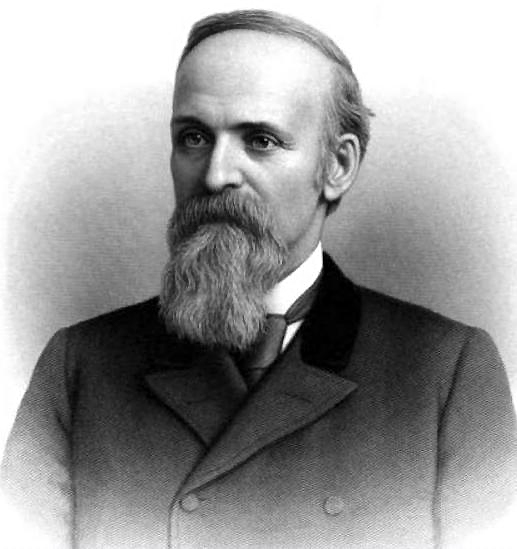
John Gilfillan

John Bachop Gilfillan (* 11. Februar 1835 in Barnet, Caledonia County, Vermont; † 19. August 1924 in Minneapolis, Minnesota) war ein US-amerikanischer Politiker. Zwischen 1885 und 1887 vertrat er den Bundesstaat Minnesota im US-Repräsentantenhaus.

## Werdegang
John Gilfillan besuchte die öffentlichen Schulen seiner Heimat. Im Jahr 1855 absolvierte er die Caledonia County Academy. Danach zog er nach Minneapolis, wo er zeitweise als Lehrer arbeitete. Nach einem anschließenden Jurastudium und seiner im Jahr 1860 erfolgten Zulassung als Rechtsanwalt begann in seiner neuen Heimatstadt in diesem Beruf zu arbeiten. Zwischen 1860 und 1868 gehörte er dem dortigen Bildungsausschuss an. Von 1861 bis 1864 war er auch Prozessanwalt der Stadt Minneapolis. In den Jahren 1863 bis 1867 sowie nochmals von 1869 bis 1873 war Gilfillan Bezirksstaatsanwalt im Hennepin County.
Politisch war Gilfillan Mitglied der Republikanischen Partei. Von 1865 bis 1869 saß er im Stadtrat von Minneapolis; zwischen 1875 und 1885 gehörte er dem Senat von Minnesota an. In den Jahren 1880 bis 1888 war er im Vorstand der University of Minnesota. Bei den Kongresswahlen des Jahres 1884 wurde er im vierten Wahlbezirk von Minnesota in das US-Repräsentantenhaus in Washington, D.C. gewählt, wo er am 4. März 1885 die Nachfolge von William D. Washburn antrat. Da er bei den folgenden Wahlen im Jahr 1886 dem Demokraten Edmund Rice unterlag, konnte er bis zum 3. März 1887 nur eine Legislaturperiode im Kongress absolvieren.
Nach seiner Abwahl zog sich John Gilfillan aus der Politik zurück. In den folgenden Jahrzehnten praktizierte er als Rechtsanwalt. Er starb am 19. August 1924 im Alter von 89 Jahren in Minneapolis, wo er auch beigesetzt wurde.